# مد سنة دراسية
تم تصميم خدمات مد السنة الدراسية (ESY)لدعم الطلبة ذوي الإعاقة كما هو موثق بموجب قانون تعليم الأفراد ذوي الاحتياجات الخاصة (IDEA) للحفاظ على المهارات الأكاديمية والاجتماعية/السلوكية ومهارات التواصل وغيرها من المهارات التي تعلموها كجزء من البرنامج التربوي الفردي (IEP). وحتى يتسنى تلقي الطالب لخدمات مد السنة الدراسية (ESY)، يجب عليه أن يبرهن على معاناته من مشكلات كبيرة تتعلق بالتدهور والاسترجاع أثناء البرنامج التربوي الفردي (IEP) خلال السنة و/أو إذا كان هناك دليل يشير إلى وجود مهارات ناشئة يُشار إليها في الغالب على أنها مهارات «مكتشفة». ولا يكون محور تركيز الخدمات المقدمة للطلاب كجزء من برنامج مد السنة الدراسية (ESY)هو تعلم مهارات جديدة أو «تحقيق ارتقاء» في المستوى، وإنما توفير الممارسة للحفاظ على المهارات المكتسبة أو التي تم تعلمها سابقًا. وإذا تلقى الطالب خدمات مد السنة الدراسية في السنوات السابقة، فقد لا يكون الطالب مؤهلاً في السنوات المقبلة، إذ يتم إجراء اختبارات تحديد للحصول على أهلية الحصول على هذه الخدمات. هذا صحيح، لكن إذا كان الطالب يعاني من إعاقة معينة مثل مرض التوحد أو من مشكلة سلوك حادة، فسيكون مؤهلاً للحصول على خدمة خاصة تتعلق بمد السنة الدراسية كل عام.
(أ) عام.
1. بموجب ترخيص قانون تعليم الأفراد ذوي الإعاقة الخاصة (IDEA)، اعتبارًا من 1 يوليو 2005، يجب على كل وكالة عامة ضمان توفر خدمات مد السنة الدراسية (ESY) عند الضرورة لتوفير تعليم عام مجاني مناسب (FAPE)، بما يتماشى مع الفقرة (أ)(2).
2. يجب توفير خدمات مد السنة الدراسية (ESY) فقط إذا حدد فريق البرنامج التربوي الفردي (IEP) للطفل ذلك، على أساس فردي، وفقًا للباب 300.320 خلال 300.324، الذي يوضح أن الخدمات ضرورية لتوفير تعليم عام مجاني مناسب للطفل.
3. لتنفيذ متطلبات هذا الباب، لا يجوز على أي وكالة عامة--
  1. الحد من خدمات مد السنة الدراسية لفئات معينة من ذوي الاحتياجات الخاصة؛ أو
  2. الحد بشكل أحادي الجانب من نوع هذه الخدمات أو حجمها أو فترتها.

؛(ب) تعريف.
كما هو مستخدم في هذا الباب، فإن مصطلح خدمات مد السنة الدراسية يعني تعليمًا خاصًا والخدمات المتعلقة به التي--
1. تُقدم للأطفال ذوي الاحتياجات الخاصة--
  1. تُقدم بعد السنة الدراسية العادية للهيئة العامة؛
  2. تتماشى مع البرنامج التربوي الفردي (IEP) للطفل
  3. دون تحميل والدي الطفل أي تكاليف؛
2. تلبي معايير مؤسسة التعليم الحكومي (SEA).

(المرجع: 20 U.S.C. 1412(a)(1))